# Sebastian Bobola
Sebastian Bobola SJ herbu Leliwa (ur. 1586, zm. 1649) – duchowny katolicki, jezuita profesor kolegium kaliskiego, przełożony kolegium jezuickiego Gostomianum w Sandomierzu, teolog.
Był synem Jana Boboli (1545-1605) i Dmosieckiej. Pochodził z wielodzietnej rodziny. Miał trzy siostry i czterech braci Jakuba, Krzysztofa, Kacpra, Wojciecha.
Stryjem jego był Andrzej Bobola (podkomorzy) a bratem stryjecznym św. Andrzej Bobola.
W 1607 r. wstąpił do Towarzystwa Jezusowego, ukończył z pochwałą seminarium w Rzymie, i po święceniach kapłańskich, pracował  w kolegium kaliskim. Całe swe życie zakonne spędził na katedrze profesorskiej i później na pełnieniu obowiązków przełożonego. Uczył od czasu założenia  w 1613 r.  w Collegium Gostomianum – kolegium  jezuickim w Sandomierzu ufundowanym, m.in.  przez Hieronima Gostomskiego  i przez rodzinę Bobolów. Kolegium ofiarnie wspomagał brat Sebastiana; Jakub Bobola, (1578 – 1636) – podczaszy sandomierski.
Dobra we wsi Borzymowice w p. Wiślica, odziedziczone po zmarłym bracie  – Wojciechu Boboli (zm. 1606 r.), przekazał  w r. 1612 paulinom częstochowskim. Popadł w ciężką długotrwałą chorobę, w czasie której napisał kilka książek religijnych. Zmarł w 1649 roku.